# Країште (Благоєвградська область)
Країште — село у Болгарії. Розташоване у Благоєвградській області, підпорядковане громаді Белиця. Населення — 2327 осіб.

## Політична ситуація
У місцевому кметстві Країште, куди входить село, посаду кмета (старости) обіймає Муса Мустафа Мізур, що представляє Рух за права і свободи за результатами виборів. Мер громади — Ібрахім Алі Палєв від Руху за права і свободи.

## Карти
- bgmaps.com[недоступне посилання з липня 2019]
- emaps.bg[недоступне посилання з червня 2019]
- Google